# Cam Hòa
Cam Hòa là một xã thuộc huyện Cam Lâm, tỉnh Khánh Hòa, Việt Nam.
Xã Cam Hòa có diện tích 36,43 km², dân số năm 1999 là 12988 người, mật độ dân số đạt 357 người/km².